# Thrandina
Thrandina Maddison, 2006 è un genere di ragni appartenente alla famiglia Salticidae.

## Caratteristiche
È l'unico genere dei salticidi delle Americhe ad avere i due occhi mediani posteriori (PME = Posterior Median Eyes) molto più grandi degli altri.
Insieme al genere affine Galianora Maddison, 2006, mostra un residuo ancestrale di artiglio sul tarso dei pedipalpi femminili e un'apofisi mediana sui pedipalpi maschili, strutture molto rare fra i salticidi dei tropici. In modo informale i due generi sono raggruppati nella sottofamiglia Lapsiinae, insieme appunto al genere Lapsias Simon, 1900; tuttavia, secondo molti autori, questa filogenesi basale comune potrebbe essere frutto di simplesiomorfia.

### Maschi
I maschi sono lunghi circa 4 millimetri, con il cefalotorace di colore marrone scuro tendente al nero, tranne una striscia longitudinale di colore più chiaro sulla pars thoracica. L'opistosoma è di colore marrone, con un disegno a zig-zag più chiaro sulla parte superiore e con macchie scure sulla parte posteriore.

### Femmine
Le femmine sono leggermente più piccole, non superano i 3,6 millimetri negli esemplari esaminati. Somiglia molto nelle colorazioni al maschio, ma con annulazioni più marcate sulle zampe, che nel maschio sono a malapena visibili.

## Habitat ed etologia
Gli esemplari sono stati raccolti su rami coperti di muschio e su tronchi del sottobosco delle foreste pluviali ad altitudini fra 1000 e 2270 metri. I maschi effettuano un movimento particolare delle zampe che è stato osservato finora solo negli Spartaeinae.

## Distribuzione
L'unica specie oggi nota di questo genere è stata rinvenuta in Ecuador.

## Tassonomia
A giugno 2011, si compone di una specie:
- Thrandina parocula Maddison, 2006[3] — Ecuador